# Martin Maes
Martin Maes (né le 27 janvier 1997) est un cycliste belge spécialiste de l'enduro et de la descente.

## Biographie
Martin Maes passe son enfance dans la région de Neupré (Belgique) a rouler dans les bois et à participer à de nombreuses courses locales, dans plusieurs disciplines. Il gagne d'ailleurs le championnat de Belgique de Cross-Country (XC) en U12 organisé à Malmedy en 2009. A cette époque, il suit également son père (Patric Maes) lorsque celui-ci participe à différentes courses à travers l'Europe. Patric Maes est multiple champion de Belgique et vainqueur de différentes compétitions européennes, il maitrise plusieurs disciplines telles que le Trial, le Dua-Slalom, la Descente et l'Enduro. Il est toujours actif en tant que moniteur, organisateur de courses et participe à certains enduro en VTTAE. Martin Maes a également un frère (Tom) et une sœur (Camille) qui participent tous les deux à certaines compétitions d'enduro. Tom que l'on retrouve régulièrement dans le Top 5 belge et Camille, déjà championne de Belgique, se retrouvent également régulièrement sur les podiums.

## Carrière sportive
En 2012, Martin Maes commence sa carrière en remportant à la fois le championnat de Belgique de XC[réf. nécessaire] et la première manche de la coupe de Belgique de descente à Malmedy, à la surprise générale, devançant 340 pilotes inscrits pour cette compétition. Cette année là, à 15 ans, il signe un contrat pro comme pilote d'usine pour la marque GT (GT Factory Racing team) et devient coéquipier des membres de la famille Atherton (Rachel, Gee et Dan). 
Alors qu'il se spécialise dans l'enduro, en 2015, il est vice-champion du monde Junior en descente lors du championnat du monde qui se déroule en France (à Vallnord).
En 2016, il commence la saison de la coupe du monde d'enduro en Amérique du Sud, Argentine et Chili, en prenant la 2e place sur le podium en Elites. En fin de saison, lors de la dernière manche qui se déroule en Italie, à Finale, il remporte sa première victoire sur le circuit mondiale en Elite. Cette victoire est importante puisqu'il la remporte devant les pilotes les plus expérimentés et talentueux de cette saison-là malgré son jeune âge (19 ans). 

En 2018, il étend son contrat pour trois années supplémentaires chez GT. La même année, en descente, qui n'est pas sa discipline principale, il se révèle au niveau international en remportant une manche de Coupe du monde à la Bresse (France) et en terminant vice-champion du monde de descente. Début 2019, il remporte les 3 premières manches de la coupe du monde d'enduro (EWS), Nouvelle-Zélande, Tasmanie et Madère. 

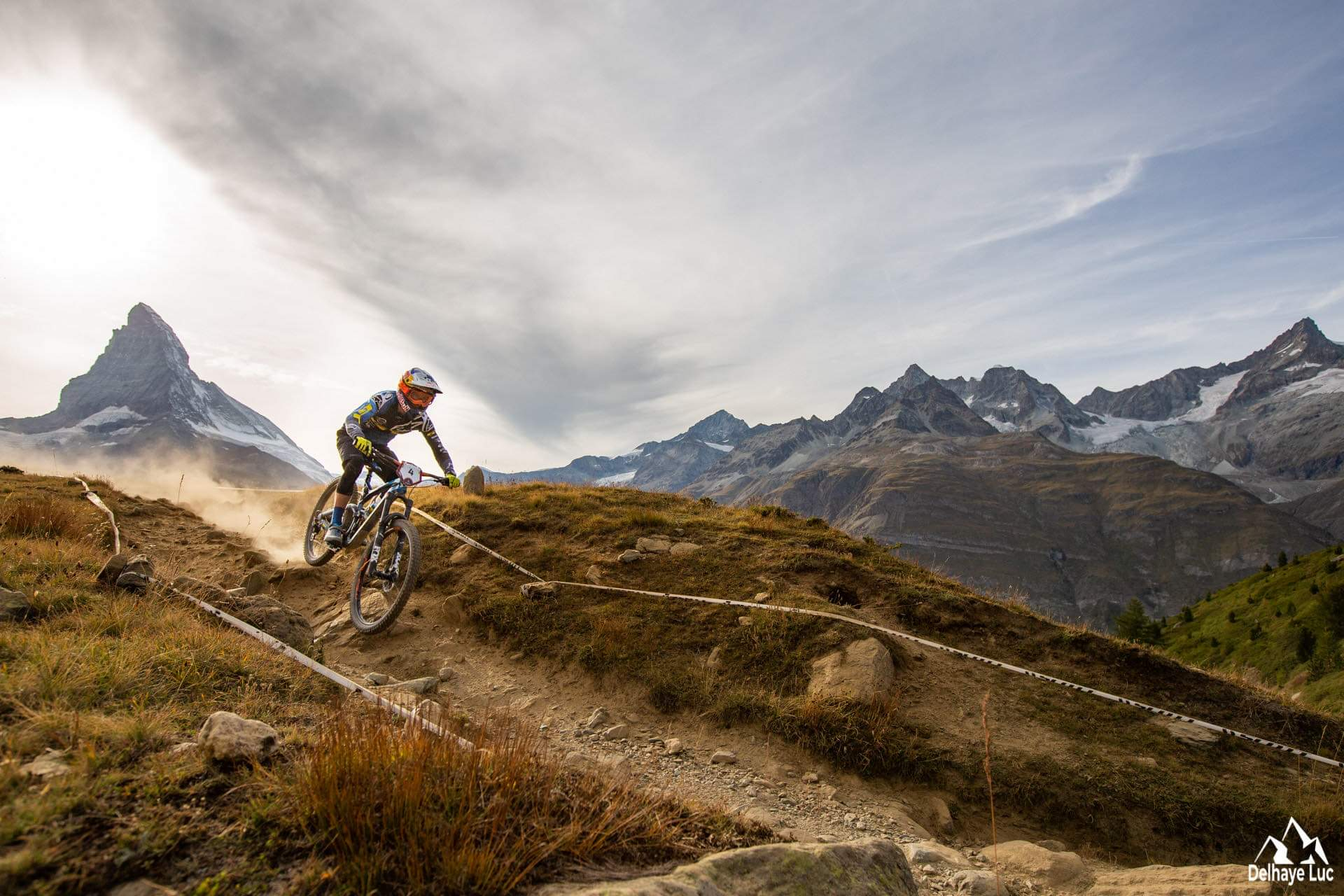
Martin Maes Zermatt

Mai 2019, il a le privilège de rejoindre les athlètes "Redbull" et recevoir son casque personnalisé. Privilège qui n'est donné qu'à certain athlètes sélectionnés avec soin par la célèbre marque de boisson énergisante.
En juin 2019, à la suite d'un traitement donné par un médecin officiel, pour soigner une blessure grave à la jambe, il est suspendu 90 jours par l'UCI pour violation non-intentionnelle du règlement antidopage après avoir été contrôlé positif au probénécide. En plus de la suspension, alors qu'il est en tête de la coupe du monde avec 3 victoires sur les 3 premières manches, l'UCI décide de les lui retirer également ses victoires concernant la Nouvelle-Zélande et la Tasmanie.
Septembre 2019, Martin Maes remporte la dernière manche d'enduro qui se déroulait à Zermatt (Suisse).

## Faits marquants par saison

### Saison 2012
Gagne la première manche de la "Downhill Nissan Cup de Malmedy", une manche de la coupe de Belgique de descente. Remporte le championnat de Belgique en XC

### Saison 2013
Remporte la coupe du monde d'enduro (Enduro World Series - EWS) dans la catégorie junior.

### Saison 2014
Malgré son âge, il décide de quitter la catégorie Junior en enduro et passer en Elite afin de progresser plus rapidement et avoir plus de concurrence au niveau du circuit mondial. Il fait l'exploit de terminer 5 fois dans le "Top 10" Elite sur 7 manches, dont une fois 4ème. 
En descente, il participe à la manche de la coupe du monde en Écosse (Fort Williams) et gagne dans la catégorie Junior. 

### Saison 2015
Remporte le titre de Vice-champion du monde de descente Junior  
Remporte le championnat de Belgique d'enduro à Maboge.  

### Saison 2016
Remporte, en Elite, la dernière manche de la coupe du monde d'enduro (EWS) à Finale Ligure en Italie. Termine 2e lors des 2 premières manches, en Argentine et au Chili.  
Remporte le championnat de Belgique d'enduro à Houffalize lors de l'Enduroc.  

### Saison 2017
Ses meilleures places cette saison-là en coupe du monde d'enduro (EWS) sont: 2e à Madère (Portugal), 3e à County Wicklow (Irlande), 2e à Aspen Snowmass (US) et 2e à Finale Ligure (Italie).
Remporte le championnat de Belgique d'enduro à l'Amblève

### Saison 2018
En Colombie, lors de la 2e manche de la coupe du monde, il se blessera à l'épaule lors des reconnaissances à cause d'une piste mal tracée, piste qui sera supprimée pour le reste des reconnaissances et pour la course. A finale Ligure, il se fracturera la main en début de course et terminera malgré ça toutes les spéciales de la journée.  
Ses meilleures places cette saison-là en coupe du monde d'enduro (EWS) sont: 2e à Lo Barnechea (Chili), 2e à Olargues (France), 2e à Petzen - Jamnica (Autriche/Slovénie), 2e à La Thuile (Italie), 1er à Whistler (Canada) et 2e à Ainsa - Sobrarbe (Espagne). 
Remporte, à la Bresse, une des manches de la coupe du monde de descente (DH), fait rare et peut-être unique pour un spécialiste de l'enduro. Il participera dans la foulée au championnat du monde de descente, à Lenzerheide, et terminera à la 2e place. 

## Résultats majeurs en VTT

### Championnats du monde
- Vallnord 2015
  -  Médaillé d'argent de la descente juniors
- Lenzerheide 2018
  -  Médaillé d'argent de la descente

### Coupe du monde
- Coupe du monde de descente juniors
  - 2014 : vainqueur de la manche de Fort Williams
- Coupe du monde de descente élites
  - 2018 : 20e du classement général, vainqueur de la manche de La Bresse
  - 2019 : 74e du classement général
  - 2020 : 16e du classement général
  - 2021 : 100e du classement général

- Coupe du monde d'enduro
  - 2016 : vainqueur de la manche à Ligure, deuxième à Corral et à Cerro Catedral
  - 2017 : deuxième à Madère, à Aspen Snowmass et à Ligure
  - 2018 : vainqueur de la manche à Whistler, deuxième à Lo Barnechea, à Olargues, à Petzen, à  La Thuile et à Ainsa
  - 2024 : 5e du classement général, vainqueur de la manche de  Loudenvielle

- Coupe du monde d'enduro à assistance électrique
  - 2024 : 24e du classement général, vainqueur d'une manche

### Championnats de Belgique
- Champion de Belgique d'enduro : 2014, 2015, 2016, 2017, 2018 et 2022